# Сейнт Луси (окръг, Флорида)
Окръг Сейнт Луси (на английски: St. Lucie County) е окръг в щата Флорида, Съединени американски щати. Площта му е 1782 km², а населението - 192 695 души (2000). Административен център е град Форт Пиърс.